# Station Micklefield
Micklefield is een spoorwegstation van National Rail in Micklefield, Leeds in Engeland. Het station is eigendom van Network Rail en wordt beheerd door Northern Rail. Het station is geopend in 1834.